# Anosia petilia
Anosia petilia är en fjärilsart som beskrevs av Stoll. Anosia petilia ingår i släktet Anosia och familjen praktfjärilar. Inga underarter finns listade i Catalogue of Life.